# John Spellman (Gouverneur)

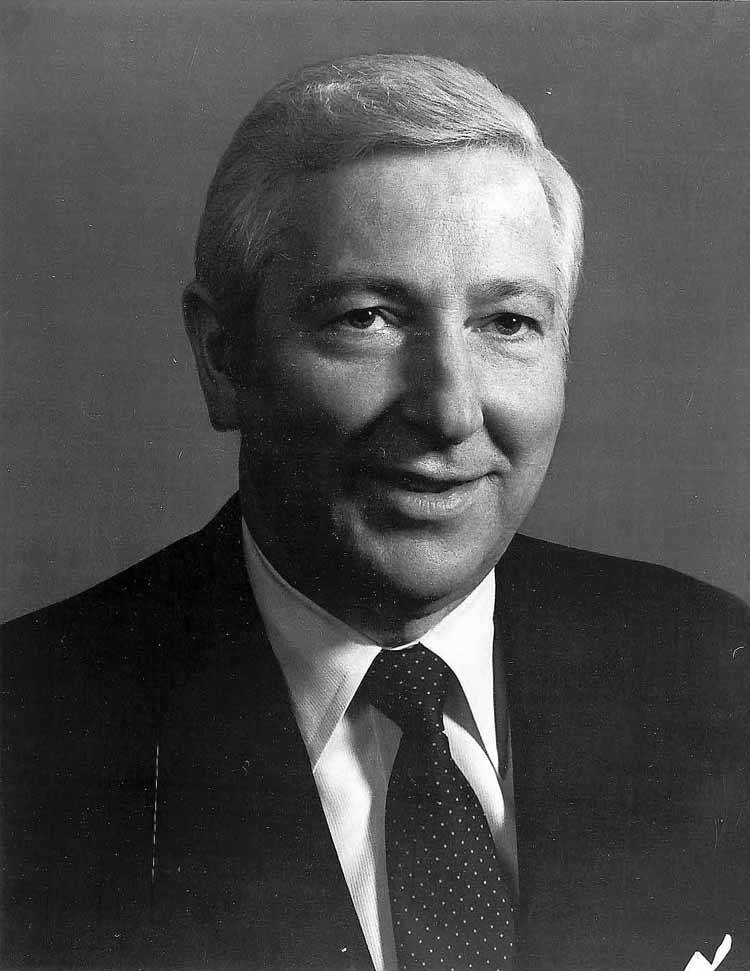
John Spellman

John Dennis Spellman (* 29. Dezember 1926 in Seattle, Washington; † 16. Januar 2018 ebenda) war ein US-amerikanischer Politiker. Er war von 1981 bis 1985 der 18. Gouverneur des Bundesstaates Washington.

## Frühe Jahre und politischer Aufstieg
John Spellman besuchte nach der Grundschule die Seattle University und studierte anschließend an der Georgetown University Jura. Während des Zweiten Weltkrieges war er Soldat in der US Navy. Vor seiner Karriere im öffentlichen Dienst war er 13 Jahre lang als Anwalt in Seattle tätig.
Spellmans politische Laufbahn begann im King County. Dort war er von 1967 bis 1969 Verwaltungsangestellter und zwischen 1969 und 1981 Landrat (King County Executive). In dieser Zeit war er stellvertretender Vorsitzender der bundesweiten Vereinigung aller Countys. Im Jahr 1980 wurde er als Kandidat der Republikanischen Partei zum neuen Gouverneur von Washington gewählt, wobei er sich mit 57:43 Prozent der Stimmen gegen den Demokraten Jim McDermott durchsetzte.

## Gouverneur von Washington
John Spellman trat sein Amt am 14. Januar 1981 an. In seiner vierjährigen Amtszeit wurde der Staat von einer wirtschaftlichen Krise heimgesucht. Spellman reagierte mit einer Ausgabenkürzung und einer Steuererhöhung. Innerhalb eines Jahres gelang es ihm, das Haushaltsdefizit von etwa 1,1 Milliarden Dollar zu eliminieren und in einen Überschuss von etwa 97 Millionen zu verwandeln. Andere Probleme in seiner Amtszeit waren die Beseitigung der Folgen des Vulkanausbruchs vom Mount St. Helens im Jahr 1980 und ein Streik der Fährleute. Die Gefängnisse des Landes waren hoffnungslos überfüllt. Daher wurde unter Gouverneur Spellman eine Strafanstalt von der Bundesregierung abgekauft. John Spellman setzte sich auch entschieden für den Umweltschutz ein und verhinderte umweltfeindliche Industrieprojekte wie beispielsweise den Bau einer Ölpipeline unter dem Puget Sound. Auf der anderen Seite förderte er den Außenhandel und den Tourismus. Da es ihm aber letztlich nicht gelungen war, die wirtschaftlichen Probleme unter Kontrolle zu bringen, konnte er sich bei den Wahlen des Jahres 1984 nicht mehr durchsetzen.

## Weiterer Lebensweg
Nach dem Ende seiner Amtszeit am 16. Januar 1985 wurde Spellman Partner einer großen Anwaltskanzlei in Seattle. 1990 bewarb er sich erfolglos um eine Stelle als Richter am Washington Supreme Court. Danach war er Professor für Verwaltungsrecht an der Seattle University. Bis zur Gegenwart ist er der letzte republikanische Gouverneur von Washington geblieben. John Spellman war mit Lois Murphy verheiratet, mit der er sechs Kinder hatte. Seine Ehefrau überlebte Spellman um nur neun Tage; sie starb am 24. Januar 2018.